# Liste der schottischen Clans
Diese Liste führt die schottischen Clans auf.
Schottische Clans definieren sich über ihren Nachnamen, der meist in anglisierter und in gälischer Form existiert.
Die meisten Clans definieren sich über ein Motto, einen sogenannten Badge (ein Wahrzeichen), ihren Tartan (das Webmuster, das vor allem im Kilt zu finden ist) und ihre Ländereien – sofern noch im Clanbesitz.

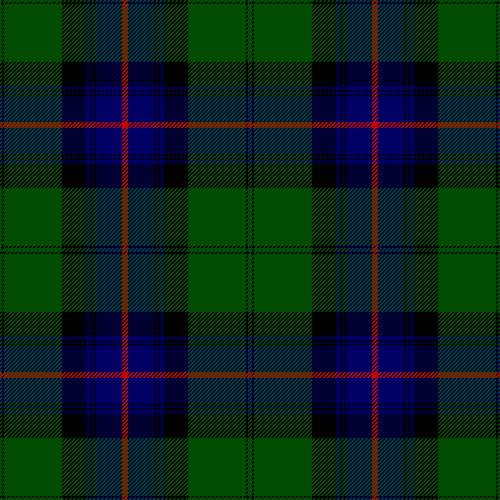
Tartan des Armstrong-Clans
Badge des Cameron-Clans
Wappen des Lindsay-Clans
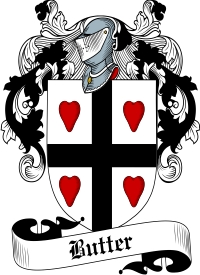
Wappen des Butter-of-Gormock-Clans

## Clan-Namen

### A
- Abercrombie
- Agnew
- Arbuthnott
- Armstrong

### B
- Baillie
- Baird
- Barclay
- Blair
- Borthwick
- Boyd
- Brodie
- Broun
- Bruce
- Buchan
- Buchanan
- Burnett
- Butter

### C
- Cameron
- Campbell
- Carmichael
- Carnegie
- Cathcart
- Charteris
- Chattan
- Chisholm
- Cochrane
- Cockburn
- Colquhoun
- Colville
- Cosan
- Cranstoun
- Crawford
- Crichton
- Cumming
- Cunningham

### D
- Davidson
- Douglas
- Drummond
- Dunbar
- Dundas

### E
- Elliot
- Erskine

### F
- Farquharson
- Fergusson
- Forbes
- Forsyth
- Forrester
- Fraser

### G
- Gordon
- Graham
- Grant
- Gray
- Gunn
- Guthrie

### H
- Haig
- Hamilton
- Hannay
- Hay
- Henderson
- Home
- Hunter

### I
- Innes
- Irvine

### J
- Jardine
- Johnstone

### K
- Keith
- Kennedy
- Kerr
- Kincaid

### L
- Lamont
- Lennox
- Leslie
- Lindsay
- Livingstone
- Lockhart
- Lumsden

### M
- MacAlister
- MacAndrew
- MacArran
- MacArthur
- MacAulay
- MacBain
- MacCallum (oder Malcolm)
- MacDonald
- MacDonald of Clanranald
- MacDonald of Sleat
- MacDonnell of Glengarry
- MacDougall
- MacDuff
- MacEwen
- MacFarlane
- MacFie
- MacGillivray
- MacGregor
- MacInnes
- MacIntyre
- MacIver
- Mackay
- Mackenzie
- Mackinnon
- Mackintosh
- MacLachlan
- MacLaine of Lochbuie
- MacLaren
- MacLean
- MacLennan
- Macleod
- MacMillan
- Macnab
- MacNaghton
- MacNeil
- MacNeish
- MacNicol
- Macpherson
- Macrae
- MacThomas
- Mar
- Matheson
- Maxwell
- McCulloch
- Menzies
- Moncreiffe
- Montgomery
- Morrison
- Munro
- Murray
- Mitchell

### N
- Napier
- Nicolson

### O
- Ogilvie/Ogilvy
- Oliphant

### R
- Ramsay
- Robertson
- Rose
- Ross

### S
- Scott
- Shaw of Tordarroch
- Sinclair
- Skene
- Smith
- Stewart
- Stratchan
- Sutherland

### U
- Urquhart

### W
- Wallace
- Wemyss
- Wilson